# Onthophagus negus
Onthophagus negus é uma espécie de inseto do género Onthophagus, família Scarabaeidae, ordem Coleoptera.

## História
Foi descrita cientificamente por Raffray em 1882.